# Oscar Hedström
Carl Oscar Hedström, född i Åkarp, Lönneberga socken, Småland 12 mars 1871, död 29 augusti 1960 i Portland, Connecticut, USA, en av motorcykelmärket Indians grundare. Hedström byggde på egen hand märkets första prototyp 1901. Hans talanger som konstruktör gav de tidiga Indian-cyklarna ett rykte om att vara välbyggda och pålitliga, och var en starkt bidragande orsak till att Indian snabbt blev världens mest sålda motorcykel.

## Barndom och ungdomsår
Oscar Hedström föddes i Lönneberga, men familjen emigrerade 1880 till USA, och bosatte sig i Brooklyn, New York. Som ung pojke fick han en cykel av sin far. Han tillbringade mycket tid med att cykla omkring i staden, och fascinerades av dess mekaniska konstruktion. Han skulle med tiden även komma att bli en framgångsrik tävlingsscyklist.
Vid 16 års ålder började han arbeta hos en urmakare, där han lärde sig hantera verkstadsmaskiner och metallarbete. Han arbetade som lärling i flera mindre butiker, och när han var 21 år erhöll han gesällstatus.

## På två hjul

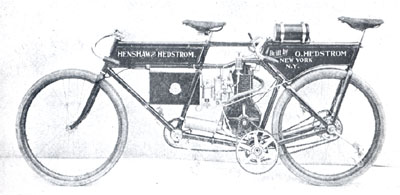
Hedströms Tandem Pacer

På fritiden sammanförde Hedström sitt genuina intresse för cyklar med sina ökande kunskaper inom det mekaniska området. Han byggde högkvalitativa cyklar som var lättare och hållbarare än standardcyklar. Samtidigt som hans anseende som cykelkonstruktör ökade, började han förse tandemcyklar med bensinmotorer. Dessa kallades pacers, och användes till att klyva vinden för tävlingscyklister, som i baksuget satte nya hastighetsrekord. De motoriserade cyklar som fanns vid denna tid fungerade dåligt, men Hedströms konstruktion fick snabbt rykte om sig att vara pålitlig. 
Vid denna tid kom han i kontakt med den före detta tävlingscylisten George Hendee från Springfield, Massachusetts, som nu tillverkade cyklar och sponsrade tävlingar. Han var missnöjd med de pacers som fanns tillgängliga, och bad Hedström att ta med en av sina till Springfield. Hendee imponerades och bad Hedström ta fram en prototyp till en masstillverkad motoriserad cykel.

## Indian Motocycle Company

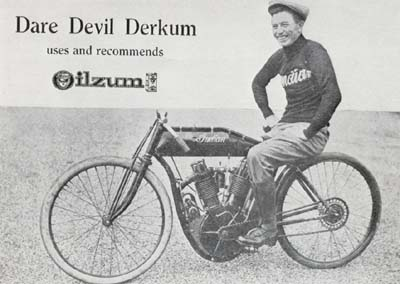
Paul Derkum på en Indian konstruerad av Hedström 1912

Samarbetet mellan Hedström och Hendee resulterade snart i Indian Motocycle Company. Hedströms konstruktion var mycket innovativ, och innebar en omedelbar succé för det nystarade företaget. Han trivdes i sin roll som ledare för den snabbt expanderande tillverkningen. 1903 slog han ett nytt hastighetsrekord med 56 mph (90 km/h) på Ormond Beach i Florida. Han fortsatte, både som förare och som organisatör, att slå nya hastighetsrekord under resten av årtiondet. 
1910 tog Hedström fram ritningarna för en fem våningar hög tillbyggnad av fabriken. Den nya fabriken kallades the Wigwam, och stod färdig 1912. Tillverkningstoppen nåddes 1913 med, då 32.000 motorcyklar tillverkades. Indian var nu världens största motorcykeltillverkare. 
Hedströms motorer var kraftkällan i alla Indian som tillverkades fram till 1916. Hans motorer licenstillverkades också av andra amerikanska motorcykeltillverkare. Totalt tillverkades mer än 135.000 motorer av Hedströms konstruktion.
Oscar Hedström avled i sitt hem vid 89 års ålder 1960. Han bidrog starkt till att utveckla motorcykeln som fortskaffningsmedel och tävlingsredskap.